# Condición lockeana

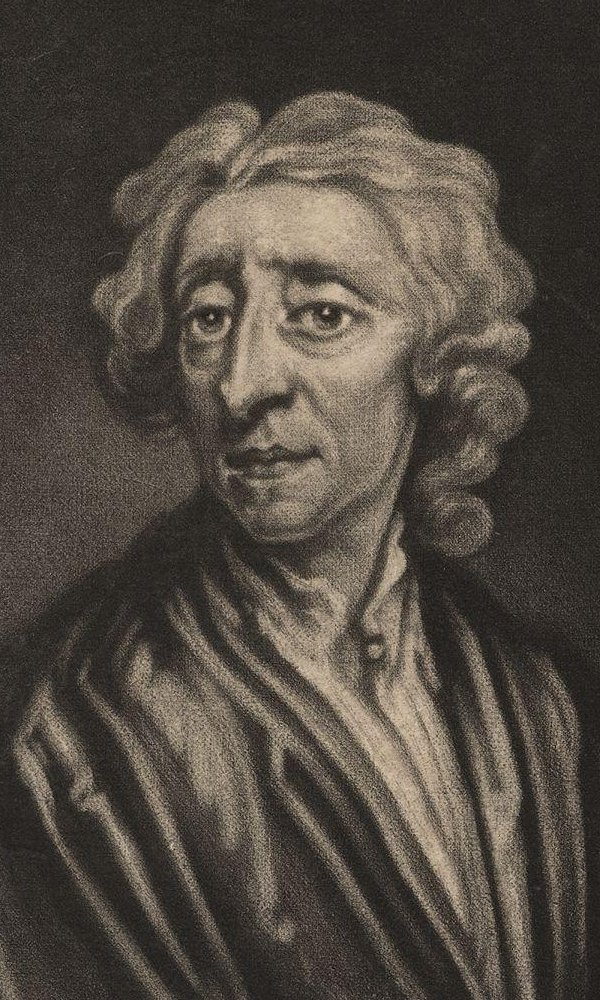
John Locke (29 de agosto de 1632 – 28 de octubre de 1704), filósofo inglés considerado padre del liberalismo clásico y primero de los empiristas británicos

La condición lockeana es un fragmento de la teoría de la propiedad-trabajo de John Locke que sostiene que así como los individuos tienen el derecho a adquirir propiedad privada de la naturaleza deben dejar "suficiente y tan bien en común... a los demás"
La frase "condición lockeana" fue acuñada por el filósofo político Robert Nozick. Está basada en las ideas elaboradas por John Locke en Dos tratados sobre el gobierno civil. Las ideas de Locke sobre la autopropiedad permiten a una persona la libertad de mezclar su trabajo con los recursos naturales, originalmente propiedad común, haciéndolos su propiedad privada. Locke concluye que la gente necesita la capacidad de proteger los recursos que usan para vivir, su propiedad, y que esto es un derecho natural. Nozick usa esta idea para formar su condición lockeana que gobierna la adquisición original de propiedad. Al igual que Locke, Nozick cree en la propiedad sobre uno mismo en tanto es un libertario. Pero para que sus ideas de la propiedad de bienes sean sólidas y convincentes, concibió el criterio para determinar lo que hace a la adquisición de propiedad algo justo, que es la condición. La condición indica de que a pesar de que toda apropiación de bienes es una disminución de los derechos de otra persona a los mismos, esto está bien siempre y cuando no haga que nadie esté en una situación peor que la que hubiese estado sin ninguna propiedad privada.
La condición lockeana han sido usada por autores georgistas, socialistas, entre otros, para señalar que la adquisición de tierra es ilegítima sin una compensación.